# Sornac
 Sornac  (en occitano Saurnac) es una comuna y población de Francia, en la región de Lemosín, departamento de Corrèze, en el distrito de Ussel. Es la cabecera del cantón de su nombre.
Su población en el censo de 2008 era de 810 habitantes.
Está integrada en la Communauté de communes Bugeat-Sornac-Millevaches au cœur .

## Demografía
| 982 | 1017 | 1020 | 1125 | 972 | 851 | 810 | 773 |
| Para los censos de 1962 a 1999 la población legal corresponde a la población sin duplicidades (Fuente: INSEE [Consultar]) |      |      |      |     |     |     |     |